# Liste des espèces d'arbres de Guyane
En Guyane, plus de 1 000 espèces arborées indigènes étaient répertoriées en 2004. Des listes plus complètes ont été publiées en 2009 (1 581 espèces), et 2022 (1 811 espèces). De nouvelles espèces sont régulièrement décrites, aussi la liste suivante est loin d'être exhaustive !
Cette liste comprend également des espèces de palmiers, bien que généralement non considérés comme des arbres...
Note sur la nomenclature :
Il faut savoir que les noms vernaculaires sont peu fiables : 
- Un même nom peut correspondre à plusieurs espèces (ex : encens peut correspondre à un grand nombre de Burseraceae, mais aussi à des Anacardiaceae et des Euphorbiaceae).
- Une espèce peut être associée à plusieurs noms (ex : "Amarante" est synonyme de "Bois violet")
- Les usages peuvent changer d'une culture à l'autre, d'un village à l'autre, d'une personne à l'autre...

Au niveau orthographique, les noms vernaculaires présentent également une variabilité car ils sont issus de langues de tradition orales. Leur écriture peut donc changer en fonction de la langue que l'on adopte (ex : "bois de rose" s'écrit "bwa di roz" selon les règles adoptées pour le créole guyanais).
Seuls les noms scientifiques garantissent une constance, qui n'est que relative, puisqu'il existe des synonymies, et que ces noms sont susceptibles d'évoluer (cependant, un suivi est alors toujours possible).
Les noms vernaculaires ont cependant l'avantage d'être plus connus et employés que les noms scientifiques par les usagers de la forêt.

## Espèces arboréesallochtone

### Embranchement:Pinophyta

#### Classe:Pinopsida

##### Famille:Pinaceae
- Pin caraïbe, Pinus caribaea - origine : Amérique centrale (ex : Honduras)

### Embranchement:Magnoliophyta

#### Classe:Magnoliopsida

##### Famille:Caesalpiniaceae
- Flamboyant, Delonix regia - origine : Madagascar

##### Famille:Mimosaceae
- Acacia mangium - origine : Australie - Cette espèce est soupçonnée d'avoir un caractère invasif en zones de savane.
- Acacia falcata - origine : Australie

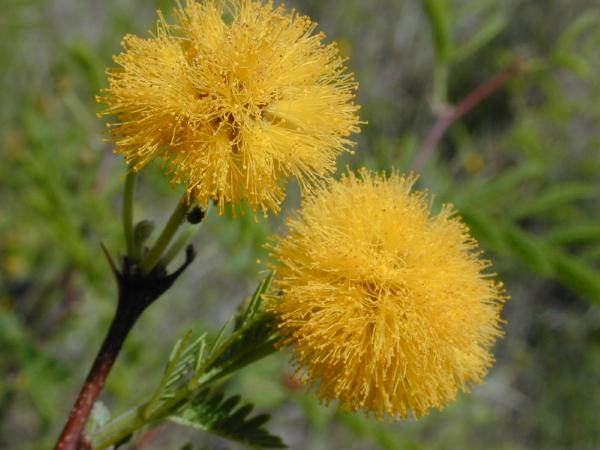
Acacia jaune, Acacia farnesiana

- Acacia jaune, Acacia farnesiana (Linnaeus) C.L. Willdenow - origine probable : Hispaniola

##### Famille:Myrtaceae
- Eucalyptus

#### Classe:Monocotyledone (Liliopsida)

##### Famille:Arecaceae
- Palmier royal, Roystonea oleracea - origine : Venezuela et Trinité-et-Tobago
- Palmier royal nain, Veitchia merrillii - origine : Philippines

## Espèces arborées indigènes
Hormis quelques espèces arbustives ou lianescentes du genre Gnetum ainsi que quelques Zamia de sous-bois, la flore ligneuse autochtone de Guyane ne compte que des  Magnoliophyta (angiospermes).

### Famille:Anacardiaceae
- Bushi cajou, Anacardium spruceanum Bentham ex Engler
- Bushi cajou, Thyrsodium guianense Sagot ex Marchand
- Bushi cajou, Thyrsodium puberulum J.D. Mitchell et Daly
- Tapirira bethanniana J.D. Mitchell - Espèce arborée indigène vulnérable (selon l'UICN)

### Famille:Annonaceae
- Bois-takari, Oxandra asbeckii (Pulle) R.E. Fries
- Xylopia nitida Dunal

### Famille:Apocynaceae
- Baaka mapa, bois vache, Couma guianensis J.B. Aublet
- Citronnelle blanche, Aspidosperma marcgravianum R.E. Woodson
- Mapa, Parahancornia fasciculata (Poiret) R. Benoist ex Pichon
- Maria congo, Geissospermum sericeum Benth. & Hook. f. ex Miers

### Famille:Araliaceae
- Schefflera decaphylla (Seemann) Harms
- Tobitoutou, Schefflera morototoni (J.B. Aublet) Maguire, Steyermark et Frodin

### Famille:Arecaceae(palmiers)
,.
- Awara-monpè (Awara-monpère), Socratea exorrhiza (Mart.) H. Wendland
- Comou, Oenocarpus bacaba Mart.
- Maripa,  Attalea maripa (Aubl.) Mart.  (syn. Maximiliana maripa  (Aubl.)Drude )
- Patawa,  Oenocarpus bataua (Mart.) (syn. Jessenia bataua (Mart.)Burret )

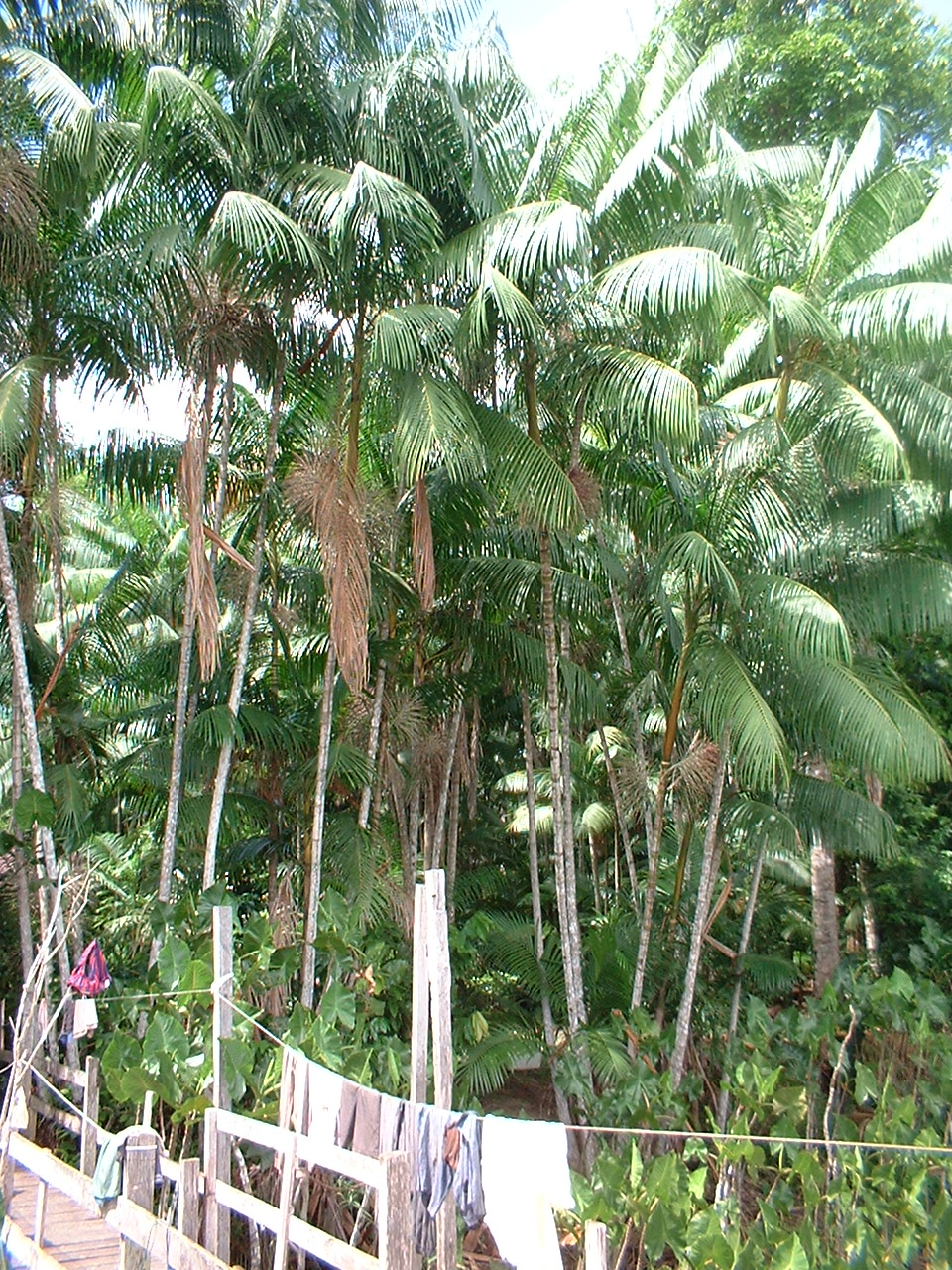
Wassaï, Euterpe oleracea

- Wassaï, Wassay, pinot, Euterpe oleracea (Mart.)
- Astrocaryum minus Trail  - Espèce arborée indigène gravement menacée (selon l'UICN)
- Syagrus stratincola Wess.Boer  - Espèce arborée indigène vulnérable (selon l'UICN)

- Macoupi,  Attalea spp. (acaules)
- Parepou-diable, Syagrus inajai (Spruce) Becc. (syn. Maximiliana inajai Spruce )
- Toulouri , Manicaria saccifera Gaertn
- Mourou-mourou , Astrocaryum sciophilum (Miq.) Pulle
- Counana , Astrocaryum paramaca Mart. in A.D.d'Orbigny
- Palmier-bâche, Murisi , Mauritia flexuosa L.f.
- Moucaya,  Acrocomia aculeata  (Jacq.) Lodd. ex R.Keith
- Awara , Astrocaryum vulgare Mart.
- Zagrinette , Bactris campestris Poepp. in C.F.P.von Martius
- Way,  Geonoma umbraculiformis Wess.Boer

### Famille:Bignoniaceae
- Copaya, Jacaranda copaia (J.B. Aublet) D. Don
- Ebène rose, ébène rouge, Tabebuia impetiginosa (Martius ex A.P. De Candolle) Standley
- Ebène verte, Tabebuia serratifolia (M. Vahl) Nicholson

### Famille:Bombacaceae
- Aganananga,  Catostemma fragrans Bentham
- Cacao-rivière, momo, Pachira aquatica J.B. Aublet

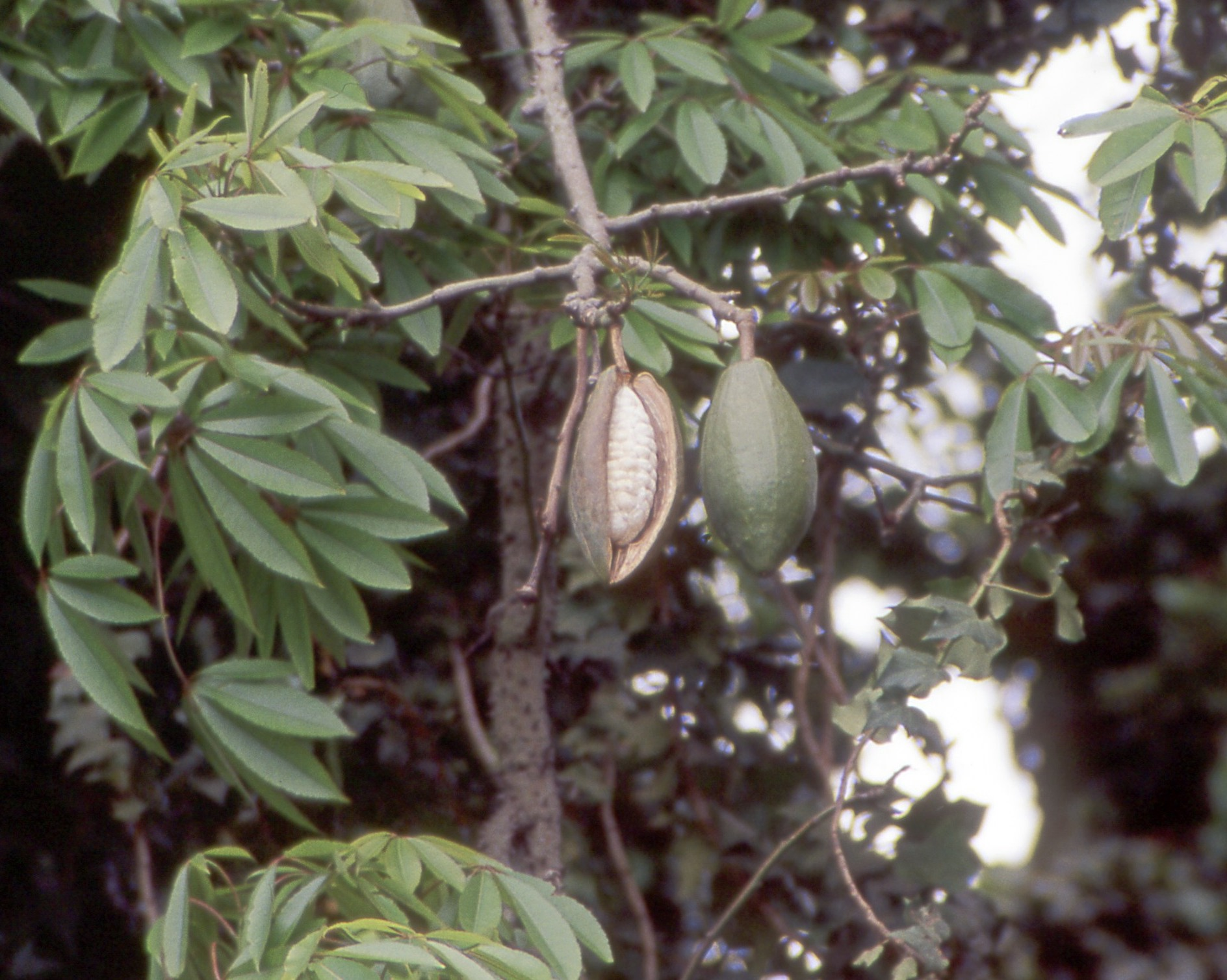
Fromager, Ceiba pentandra

- Fromager, Ceiba pentandra (Linnaeus) J. Gaertner
- Mahot coton, Eriotheca crassa (Uittien) A. Robyns
- Mahot coton, Eriotheca globosa (J.B. Aublet) A. Robyns
- Mahot coton, Eriotheca surinamensis (Uittien) A. Robyns

### Famille:Boraginaceae
- Busi kiki kisi, Cordia sagotii I.M. Johnston

### Famille:Burseraceae
- Encens, Protium giganteum Engler
- Encens, Protium opacum Swart
- Encens, Protium sagotianum Marchand
- Encens, Protium sp. J. Burman
- Gaan moni, Trattinnickia boliviana (Swart) Daly
- Sali, lebi Sali, Tetragastris altissima (J.B. Aublet) O.P. Swartz

### Famille:Caesalpiniaceae
- Aieoueko, Dimorphandra polyandra R. Benoist
- Amarante, bois violet, papaati, Peltogyne paniculata Bentham
- Amarante, bois violet, papaati, Peltogyne venosa (M. Vahl) Bentham
- Angélique, Dicorynia guianensis G.J. Amshoff
- Boco, bois de fer, aye udu, Bocoa prouacensis J.B. Aublet
- Bois corbeau, bugu bugu, Swartzia polyphylla A.P. De Candolle
- Bois corbeau, bugu bugu, Swartzia remiger G.J. Amshoff

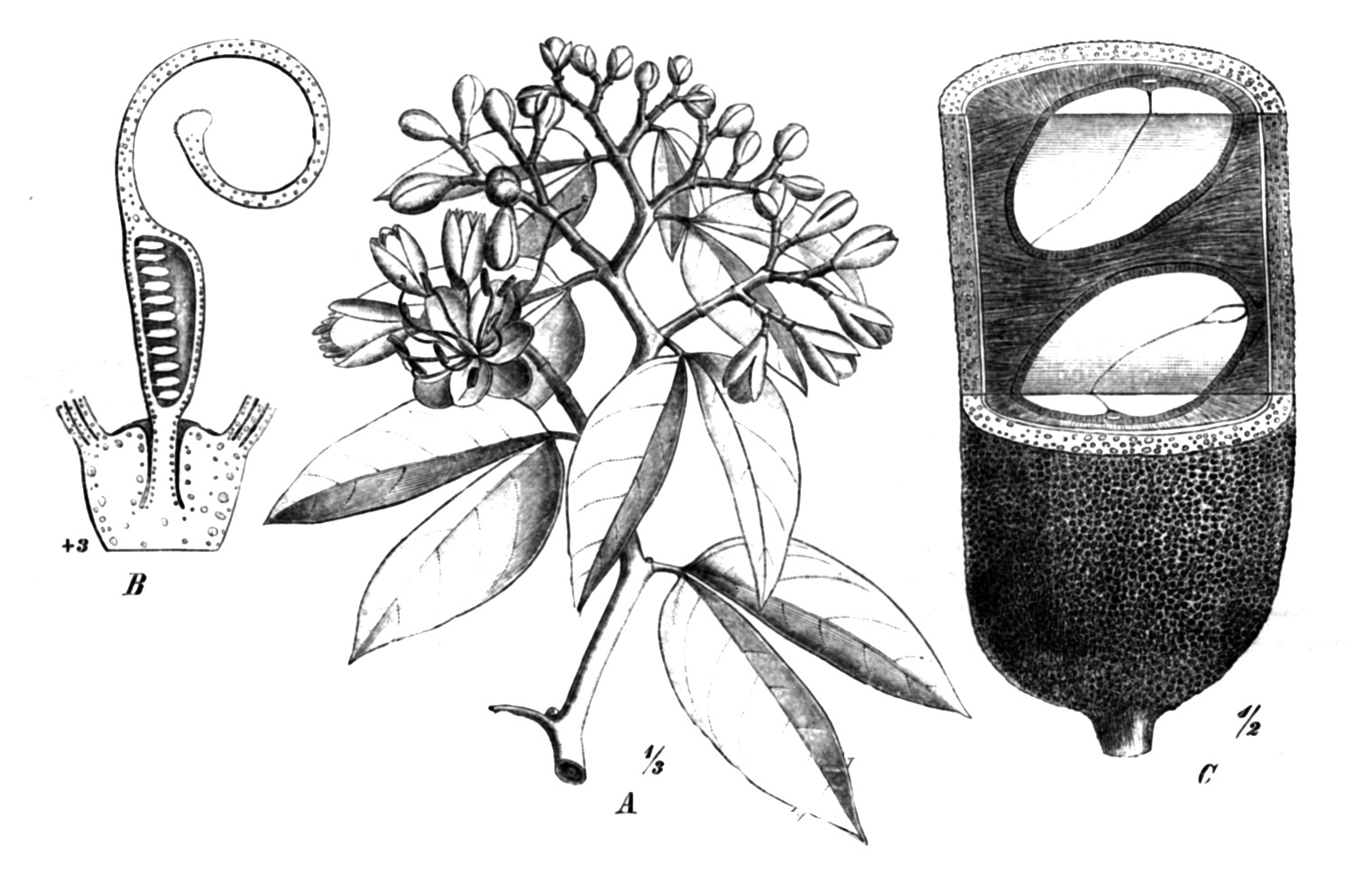
Courbaril, Hymenaea courbaril

- Courbaril, caca-chien, loka, Hymenaea courbaril Linnaeus
- Diaguidia, cèdre-rémi, Tachigali melinonii (Harms) Barneby
- Panacoco, Kaka buku, Swartzia panacoco (J.B. Aublet) Cowan
- Tachi, Tachigali paniculata J.B. Aublet
- Wacapou, Vouacapoua americana J.B. Aublet - Espèce arborée indigène gravement menacée (selon l'UICN)
- Wacapou guitin, Recordoxylon speciosum (R. Benoist) Gazel ex Barneby
- Wapa, bii udu, Eperua falcata J.B. Aublet
- Wapa-courbaril, gaanbii udu, Eperua grandiflora (J.B. Aublet) Bentham
- Wapa-marécage, watampana, Macrolobium bifolium (J.B. Aublet) Persoon
- Wapa-rivière, wata bii udu, Eperua rubiginosa Miquel

### Famille:Caryocaraceae
- Chawari d'eau, kasanyan, Caryocar microcarpum Ducke
- Chawari grand bois, Caryocar glabrum (J.B. Aublet) Persoon

### Famille:Cecropiaceae
- Bois-canon, bushi-papaye, Cecropia obtusa Trécul
- Bois-canon, bushi-papaye, Cecropia sciadophylla Martius
- Pourouma sp. J.B. Aublet

### Famille:Celastraceae
- Goupi, bois-caca, Goupia glabra J.B. Aublet
- Peto, Maytenus oblongata S. Reissek

### Famille:Chrysobalanaceae
- Acioa guianensis, J.B. Aublet
- Gaulette blanche, weti koko, Parinari campestris J.B. Aublet
- Gaulette, Parinari rodolphii Huber
- Gaulette, koko, Parinari sp. J.B. Aublet
- Gaulette noire, baaka koko, Licania majuscula Sagot
- Gaulette, koko, Licania alba (Bernoulli) Cuatrecasas
- Gaulette, koko, Licania canescens R. Benoist
- Gaulette, koko, Licania heteromorpha Bentham
- Gaulette, koko, Licania membranacea Sagot ex J.M.A. de Lanessan
- Gaulette, koko, Licania micrantha Miquel
- Hirtella bicornis Martius et Zuccarini

### Famille:Clusiaceae
- Lacassi, Caraipa densifolia Martius
- Lacassi, Caraipa racemosa J. Cambessèdes
- Manil-marécage, Symphonia globulifera Linnaeus f.
- Manil-montagne, Moronobea coccinea J.B. Aublet
- Parcouri, Platonia insignis Martius
- Rheedia sp. Linnaeus
- Tovomita sp. J.B. Aublet

### Famille:Combretaceae
- Anangossi, Buchenavia sp. A.W. Eichler
- Anangossi, Terminalia amazonia (J.F. Gmelin) Exell

### Famille:Euphorbiaceae
- Surette Phyllanthus acidus
- Drypetes variabilis Uittien
- Bois-diable, sablier, pet-du-diable, Hura crepitans Linnaeus
- Amanoa guianensis, Amanoa guianensis  J.B Aublet
- Hévéa, Hevea guianensis J.B. Aublet
- Kusisi, Conceveiba guianensis J.B. Aublet
- Sepiki udu, Chaetocarpus schomburgkianus (O. Kuntze) F.A. Pax et K. Hoffmann
- Wandecolle, Glycydendron amazonicum Ducke

### Famille:Fabaceae
- Agui, Ormosia coccinea (J.B. Aublet) Jackson
- Agui, Ormosia coarctata Jackson
- Cœur dehors, Diplotropis purpurea (L.C. Richard) G.J. Amshoff
- Gaiac de Cayenne, Dipteryx punctata (S.F. Blake) G.J. Amshoff
- Gaiac de Cayenne, Dipteryx odorata (J.B. Aublet) C.L. Willdenow
- Moutouchi marécage, Pterocarpus officinalis N.J. Jacquin
- Moutouchi marécage, Pterocarpus rohrii M. Vahl
- Moutouchi montagne, Paramachaerium ormosioides (Ducke) Ducke
- Moutouchi montagne, Paramachaerium schomburgkii (Bentham) Ducke
- Saint Martin rouge, Andira inermis (Wright) A.P. De Candolle
- Saint Martin rouge, Andira coriacea A.A. Pulle
- Saint Martin rouge, Andira surinamensis (Bondt) Splitgerber ex Pulle
- Saint-martin-blanc, neko udu, Ormosia coutinhoi Ducke
- Saint-martin-jaune, Hymenolobium flavum Kleinhoonte
- Saint-martin-rouge, Andira coriacea Pulle

### Famille:Flacourtiaceae
- Kaïman-udu, Laetia procera (Poeppig) A.W. Eichler

### Famille:Humiriaceae
- Bois rouge, Humiria balsamifera (J.B. Aublet) Saint-Hilaire
- Vantanea parviflora, Vantanea parviflora Lamarck

### Famille:Icacinaceae
- Taaputiki, Dendrobangia boliviana Rusby
- Poraqueiba guianensis J.B. Aublet
- Emmotum fagifolium N.A. Desvaux ex Hamilton

### Famille:Lamiaceae

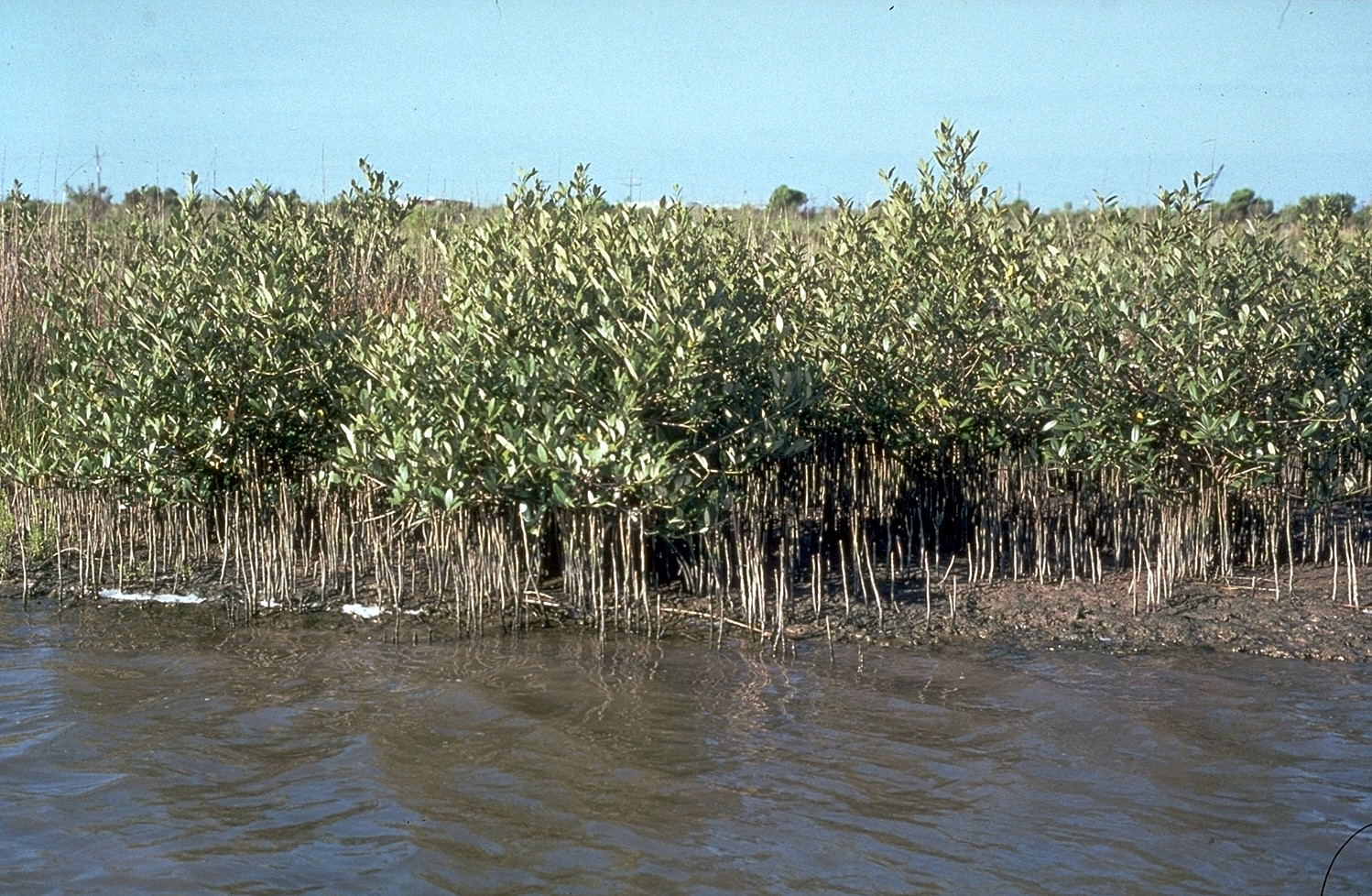
Palétuvier blanc, Avicennia germinans

- Palétuvier blanc, Avicennia germinans (Linnaeus) Stearn

### Famille:Lauraceae
- Bois de rose, Aniba rosaeodora Ducke - espèces arborées indigènes menacées (selon l'UICN)
- Bois de rose mâle, Aniba parviflora (Meissner) Mez
- Cèdre blanc, Ocotea guianensis J.B. Aublet
- Cèdre cannelle, Licaria cannella (Meissner) Kostermans
- Cèdre jaune, Rhodostemonodaphne grandis (Mez) Rohwer
- cèdre noir, Ocotea tomentella Sandwith
- Cèdres, Ocotea sp. J.B. Aublet
- Grignon franc, Sextonia rubra (Mew) van der Werff
- Mezilaurus itauba (Meissner) Taubert ex Mez - Espèce arborée indigène vulnérable (selon l'UICN)

### Famille:Lecythidaceae

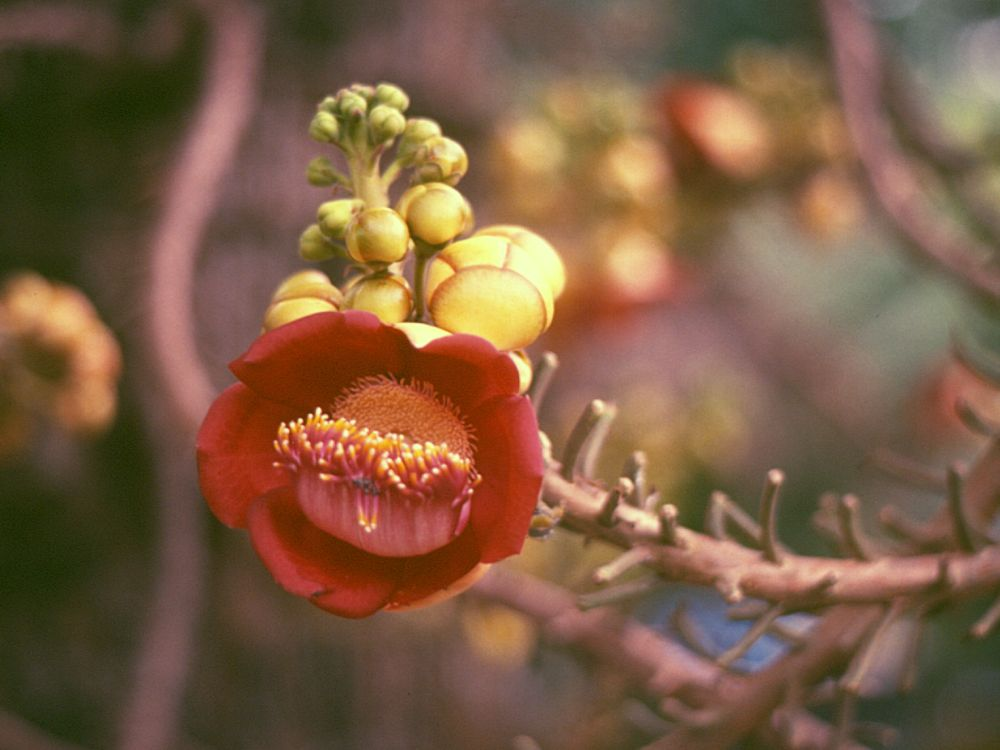
Fleurs de boulet de canon, Couroupita guianensis

- Boulet de canon, Couroupita guianensis Aublet
- Canari macaque, Lecythis zabucajo J.B. Aublet
- Ingui pipa, maho cigare, Couratari multiflora (J.E. Smith) Eyma
- Ingui pipa, maho cigare, Couratari guianensis J.B. Aublet emend. G.T. Prance - Espèce arborée indigène vulnérable (selon l'UICN)
- Ingui pipa, maho cigar, Couratari oblongifolia Ducke et R. Knuth
- Mahot blanc, Lecythis chartacea O.C. Berg
- Mahot blanc, Lecythis corrugata Poiteau
- Mahot noir, Eschweilera coriacea (A.P. De Candolle) S.A. Mori
- Mahot noir, Eschweilera sagotiana Miers
- Mahot noir, Eschweilera sp. Martius ex A.P. De Candolle
- Mahot rouge, Lecythis idatimon J.B. Aublet
- Mahot rouge, Lecythis persistens Sagot
- Lecythis poiteaui (O.C. Berg) Niedenzu

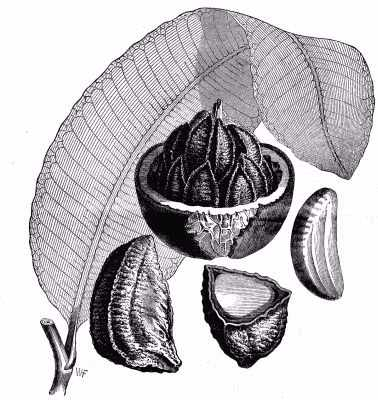
Noyer du Brésil, Bertholletia excelsa

- Noyer du Brésil, Bertholletia excelsa Humboldt et Bonpland - Espèce arborée indigène vulnérable (selon l'UICN)
- Eschweilera squamata S.A. Mori - Espèce arborée indigène vulnérable (selon l'UICN)

### Famille:Linaceae
- Hebepetalum humiriifolium (Planchon) Bentham

### Famille:Malpighiaceae
- Byrsonima sp., L.C. Richard ex Kunth

### Famille:Melastomataceae
- mésoupou - Bellucia grossularioides (L.) Triana
- Henriettella ininansis J.J. Wurdack - Espèce arborée indigène vulnérable (selon l'UICN)
- Mouriri crassifolia Sagot

### Famille:Meliaceae

Acajou de Guyane, Cedrela odorata

- Acajou de Guyane, cede, Cedrela odorata Linnaeus - Espèce arborée indigène vulnérable (selon l'UICN)
- Carapa, Carapa guianensis J.B. Aublet
- Carapa, Carapa surinamensis Miqu.
- Swietenia macrophylla King - Espèce arborée indigène vulnérable (selon l'UICN)

### Famille:Mimosaceae
- Acacia franc, Enterolobium schomburgkii (Bentham) Bentham
- Acacia mâle, Enterolobium oldemanii Barneby & Grimes
- Alimiao, Pseudopiptadenia psilostachya (A.P. De Candolle) Lewis et M.P. Lima
- Alimiao, Pseudopiptadenia psilostachya (A.P. De Candolle) Lewis et M.P. Lima
- Alimiao, Pseudopiptadenia suaveolens (Miquel) Grimes
- Alimiao, Pseudopiptadenia suaveolens (Miquel) Grimes
- Assao, Balizia pedicellaris (A.P. De Candolle) Barneby et Grimes
- Bois serpent, Zygia racemosa (Ducke) Barneby et Grimes
- Dodomissinga, Parkia ulei (Harms) Kuhlmann
- Dodomissinga, Parkia velutina R. Benoist
- Dodomissinga, Bois macaque, Parkia nitida Miquel
- Kwata kaman, Parkia pendula (C.L. Willdenow) Bentham ex Walpers
- Pois sucré, inga, weko, Inga sp. P. Miller
- Tamalin, Abarema jupunba (C.L. Willdenow) Britton & Killip

### Famille:Moraceae
- Amourette, bois-lettre moucheté, paya, Brosimum guianense (J.B. Aublet) Huber
- Bagasse, Bagassa guianensis J.B. Aublet
- Dokali, Brosimum parinarioides Ducke
- Dokali-mapa, Brosimum utile (Kunth) Pittier
- Figuier étrangleur, inkatu, bois-diable, Ficus nymphaeifolia P. Miller
- Helicostylis tomentosa (Poeppig et Endlicher) Rusby
- Satiné rubané, Brosimum rubescens Taubert

### Famille:Myristicaceae
- Tosopasa marécage, Iryanthera hostmannii (Bentham) Warburg
- Tosopasa montagne, Iryanthera sagotiana (Bentham) Warburg
- Yayamadou marécage, Virola surinamensis (Rolander) Warburg - espèce arborée indigène menacée (selon l'UICN)
- Yayamadou montagne, Virola michelii Heckel

### Famille:Myrtaceae
- Bushi goyaba, Myrcia citrifolia (J.B. Aublet) Urban

### Famille:Olacaceae
- Chaunochiton kappleri (Sagot ex Engler) Ducke
- Méquoi, mincouar, Minquartia guianensis J.B. Aublet
- Bois-bandé, Ptychopetalum olacoides Bentham

### Famille:Opiliaceae
- Agonandra silvatica Ducke

### Famille:Proteaceae
- Bois grage rose, Euplassa pinnata (Lamarck) Johnston
- Bois grage rouge, Roupala montana J.B. Aublet

### Famille:Quiinaceae
- Lacunaria jenmanii (Oliver) Ducke

### Famille:Rhizophoraceae
- Palétuvier rouge, manglier, Rhizophora racemosa G.F.W. Meyer

### Famille:Rosaceae
- Prunus myrtifolia (Linnaeus) Urban

### Famille:Rubiaceae
- Bois-cathédrale, bois-chapelle, bois pagaïe, Chimarrhis turbinata De Candolle

### Famille:Sapindaceae
- Tatu udu, Talisia sp. J.B. Aublet

### Famille:Sapotaceae
- Balata blanc, bakuman, Micropholis guyanensis (A.L. De Candolle) Pierre
- Balata blanc, bakuman, Micropholis melinoniana Pierre
- Balata blanc, bakuman, Micropholis obscura Pennington
- Balata blanc, bakuman, Micropholis sp. (A.H.R. Grisebach) Pierre
- Balata blanc, bakuman, Micropholis venulosa (Martius et A.W. Eichler) Pierre
- Balata franc, Manilkara bidentata (A.L. De Candolle) A.J. Chevalier
- Balata franc, Manilkara huberi (Ducke) Chevalier
- Balata pomme, Chrysophyllum sanguinolentum (Pierre) Baehni
- Kimboto, Pradosia cochlearia (Lecomte) Pennington
- Niamboka, Pouteria sp. J.B. Aublet
- Pouteria benai (Aubréville et Pellegrin) Pennington - Espèce arborée indigène vulnérable (selon l'UICN)
- Pouteria torta (Martius) L.A.T. Radlkofer
- Micropholis sp. (A.H.R. Grisebach) Pierre

### Famille:Simaroubaceae
- Simarouba, Simarouba amara J.B. Aublet

### Famille:Sterculiaceae

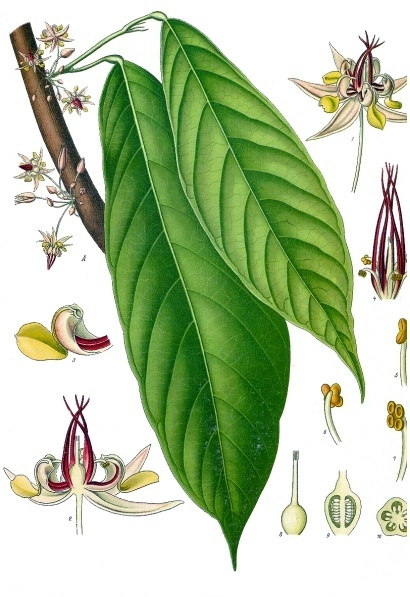
Cacao, Theobroma cacao

- Cacao, Theobroma subincanum Martius
- Cacao, Theobroma cacao Linnaeus
- Kobe, Maho cochon, Sterculia pruriens K. Schumann
- Kobe, Maho cochon, Sterculia speciosa Schumann

### Famille:Tiliaceae
- Djabo udu, Lueheopsis rugosa M. Burret
- Peigne-macaque, Apeiba petoumo J.B. Aublet
- Peigne-macaque, Apeiba tibourbou J.B. Aublet
- Peigne-macaque, Apeiba glabra J.B. Aublet

### Famille:Verbenaceae
- Vitex guianensis Moldenke

### Famille:Violaceae
- Rinorea pectino-squamata Hekking - Espèce arborée indigène vulnérable (selon l'UICN)
- Rinorea guianensis

### Famille:Vochysiaceae
- Gonfolo gris, cèdre gris, grignon fou, Ruizterania albiflora (Warming) Marcano-Berti
- Gonfolo rose, gonfolo-kwali, grignon fou, Qualea rosea J.B. Aublet
- Jaboty, feli kwali, Erisma uncinatum Warming
- Wana kwali, grignon fou, Vochysia tomentosa (G.F.W. Meyer) A.P. De Candolle